# Kaito Anzai
Kaito Anzai (安西 海斗 Anzai Kaito?), född 19 februari 1998 i Saitama prefektur, är en japansk fotbollsspelare.
Anzai började sin karriär 2016 i Kashiwa Reysol. 2017 flyttade han till Montedio Yamagata. Han spelade 25 ligamatcher för klubben.